# Église Saint-Étienne de Saint-Amandin
Pour les articles homonymes, voir Église Saint-Étienne et Saint-Étienne (homonymie).
L'église Saint-Étienne est une église catholique située à Saint-Amandin, en France.

## Localisation
L'église est située dans le département français du Cantal, sur la commune de Saint-Amandin.

## Historique
L'édifice est bâti au douzième siècle en style roman.
Il est inscrit au titre des monuments historiques en 1949 s'agissant du porche et du calvaire et 1969 s'agissant du chœur (abside et absidiole sud).